# Noel Gallagher's High Flying Birds (альбом)
Noel Gallagher's High Flying Birds — однойменний альбом англійського рок-гурту «Noel Gallagher's High Flying Birds», випущений 17 жовтня 2011 року. Альбом став першим сольним проектом Ноеля Галлахера після того, як у серпні 2009 він залишив Oasis.

## Підґрунтя
Запис альбому здійснювався у студіях Лондону та Лос-Анджелеса протягом 2010—2011 років. Продюсером альбому став Дейв Сарді, котрий свого часу співпрацював з колишньою групою Ноеля «Oasis» під час створення двох альбомів — «Don't Believe the Truth» та «Dig Out Your Soul». Назва High Flying Birds походить від пісні американського рок-гурту Jefferson Airplane з їхнього альбому «Early Flight». Одна з пісень — «Stop the Clocks», була невипущеною піснею Oasis.

## Обкладинка
Обкладинка альбому була зроблена у Лос-Анджелесі фотографом Лоуренсом Уотсоном, який щойно купив камеру Polaroid. Як пояснив Галлахер:
У Беверлі-Хіллз поруч з поліцейською дільницею є стара автозаправна станція, яка має трикутний дах з неоновими лампами, і коли ти стоїш під ним, виглядає так, неначе ти стоїш під Конкордом. Отже, ми вийшли однієї ночі і все це світиться неоном, і ми робимо ці фотографії — виглядає так, наче я стояв під крилами птиці, яка високо летить.
Оригінальний текст (англ.)
There's an old petrol station in Beverly Hills beside the police station that's got a triangular neon roof, and when you stand underneath it it looks like you're stood underneath Concorde. So we go out one night and it's all lit up in the neon, and we're taking these pictures - it looks like I'm stood under the wings of a high flying bird.

## Показники альбому

### Продажі альбому
Альбом «Noel Gallagher's High Flying Birds» був розпроданий у кількості 55,000 копій після перших двох днів продажу, це більше ніж у два рази на відміну від свого найближчого конкурента — альбому переможця британського телевізійного музичного шоу The X Factor Метта Кардла «Letters». 23 жовтня 2011 року альбом дебютував на першій сходинці UK Albums Chart, всього на першому тижні було продано 122,530 копій альбому. У порівнянні дебютний альбом групи Beady Eye, яку очолює брат Ноеля Ліам Галлахер, «Different Gear, Still Speeding», був проданий у кількості 66,817 копій після того, як дебютував на третій сходинці у UK Albums Chart у березні 2011 року. З того часу було продано 166,609 копій у Великій Британії станом на січень 2012 року. 11 листопада 2011 року «Noel Gallagher's High Flying Birds» був сертифікований як платиновий Британською асоціацією виробників фонограм за продаж 300,000 примірників альбому на території Великої Британії. Станом на лютий 2012 року, у Великій Британії було продано 600,000 примірників альбому. Цей альбом був чотирнадцятим найбільш продаваним альбомом, а також другим найбільш продаваним рок-альбомом, поступаючись лише альбому Coldplay Mylo Xyloto у Великій Британії в 2011 році.

### Реакція критиків
Загалом альбом отримав позитивні огляди у засобах масової інформації. Журналіст BBC у своєму огляді похвалив Галлахера за продовження перевіреного стилю написання пісень, яку він застосовував у Oasis, описуючи альбом як «приємну платівку». Музичний оглядач The Daily Telegraph Ніл МакКормі нагородив альбом найвищий балом, заявляючи про те, що High Flying Birds — найкраща збірка пісень [Ноеля] Галлахера з часів виходу альбому Oasis (What's the Story) Morning Glory?. Стівен Томас Ерльюін з Allmusic, однак, був критичнішим у своєму огляді. Він стверджував, що «Галлагеру не вистачає чого-небудь, схожого на рок-н-рол, проте він компенсує це швидким темпом та гучними гітарами.»
Британський журнал Mojo помістив альбом на 46 позицію у їх рейтингу «ТОП 50 альбомів 2011».
Американський журнал American Songwriter дав альбому трохи вищу, 42 позицію у рейтингу «ТОП 50 альбомів 2011».
Журнал Q дав альбому 21 позицію у рейтингу «ТОП 50 альбомів 2011».
Відомий американський журнал Rolling Stone дав альбому найвищу оцінку — 9 місце у рейтингу «Найкращий альбом 2011».

## Список композицій
Автор музики і слів Ноел Галлахер. 
| #   | Назва                                            | Тривалість |
| --- | ------------------------------------------------ | ---------- |
| 1.  | «Everybody's on the Run»                         | 5:30       |
| 2.  | «Dream On»                                       | 4:29       |
| 3.  | «If I Had a Gun...»                              | 4:09       |
| 4.  | «The Death of You and Me»                        | 3:29       |
| 5.  | «(I Wanna Live in a Dream in My) Record Machine» | 4:23       |
| 6.  | «AKA... What a Life!»                            | 4:24       |
| 7.  | «Soldier Boys and Jesus Freaks»                  | 3:22       |
| 8.  | «AKA... Broken Arrow»                            | 3:35       |
| 9.  | «(Stranded On) The Wrong Beach»                  | 4:02       |
| 10. | «Stop the Clocks»                                | 5:04       |

| Бонус-треки з цифрового видання | Бонус-треки з цифрового видання | Бонус-треки з цифрового видання |
| #                               | Назва                           | Тривалість                      |
| ------------------------------- | ------------------------------- | ------------------------------- |
| 11.                             | «A Simple Game of Genius»       | 7:19                            |
| 49:46                           |                                 |                                 |

| Бонус-треки з японського видання | Бонус-треки з японського видання | Бонус-треки з японського видання |
| #                                | Назва                            | Тривалість                       |
| -------------------------------- | -------------------------------- | -------------------------------- |
| 11.                              | «A Simple Game of Genius»        | 7:19                             |
| 12.                              | «The Good Rebel»                 | 4:19                             |
| 53:59                            |                                  |                                  |

| Бонус-треки з делюкс видання Amazon MP3 | Бонус-треки з делюкс видання Amazon MP3 | Бонус-треки з делюкс видання Amazon MP3 |
| #                                       | Назва                                   | Тривалість                              |
| --------------------------------------- | --------------------------------------- | --------------------------------------- |
| 11.                                     | «Alone on the Rope»                     | 5:04                                    |
| 47:31                                   |                                         |                                         |

| Бонус-треки з делюкс видання | Бонус-треки з делюкс видання       | Бонус-треки з делюкс видання |
| #                            | Назва                              | Тривалість                   |
| ---------------------------- | ---------------------------------- | ---------------------------- |
| 11.                          | «Let the Lord Shine a Light on Me» | 4:12                         |
| 12.                          | «The Good Rebel»                   | 4:24                         |
| 51:05                        |                                    |                              |

| Бонус-DVD з делюкс видання | Бонус-DVD з делюкс видання                                                                        | Бонус-DVD з делюкс видання |
| #                          | Назва                                                                                             | Тривалість                 |
| -------------------------- | ------------------------------------------------------------------------------------------------- | -------------------------- |
| 1.                         | «It's Never Too Late to Be What U Might Have Been» (Створення Noel Gallagher's High Flying Birds) | 33:46                      |
| 2.                         | «The Death of You and Me» (музичне відео)                                                         | 4:02                       |
| 3.                         | «Створення "The Death of You and Me"»                                                             | 5:27                       |
| 43:15                      |                                                                                                   |                            |

## Позиції в хіт-парадах
| Чарт (2011)                     | Найвища позиція |
| ------------------------------- | --------------- |
| Australian Albums Chart         | 16              |
| Austrian Albums Chart           | 16              |
| Belgian Albums Chart (Flanders) | 10              |
| Belgian Albums Chart (Wallonia) | 16              |
| Canadian Albums Chart           | 19              |
| Croatian Albums Chart           | 10              |
| Danish Albums Chart             | 27              |
| Dutch Albums Chart              | 11              |
| Finnish Albums Chart            | 29              |
| French Albums Chart             | 9               |
| Irish Albums Chart              | 1               |
| Italian Albums Chart            | 2               |
| Japanese Albums Chart           | 5               |
| Mexican Albums Chart            | 53              |
| New Zealand Albums Chart        | 10              |
| Norwegian Albums Chart          | 12              |
| Scottish Albums Chart           | 1               |
| Spanish Albums Chart            | 15              |
| Swedish Albums Chart            | 21              |
| Swiss Albums Chart              | 10              |
| UK Albums Chart                 | 1               |
| US Billboard 200                | 28              |
| US Top Rock Albums              | 5               |
| US Top Alternative Albums       | 5               |

| Чарт (2011)     | Найвища позиція |
| --------------- | --------------- |
| UK Albums Chart | 14              |

## Дата виходу
| Регіон                  | Дата             | Формат                   | Лейбл             |
| ----------------------- | ---------------- | ------------------------ | ----------------- |
| Японія                  | 12 жовтня 2011   | CD, LP, digital download | Sony Music Japan  |
| Австралія               | 14 жовтня 2011   | CD, LP, digital download | Sour Mash Records |
| Ірландія                | 14 жовтня 2011   | CD, LP, digital download | Sour Mash Records |
| Нова Зеландія           | 14 жовтня 2011   | CD, LP, digital download | Sour Mash Records |
| Велика Британія         | 16 жовтня 2011   | Digital download         | Sour Mash Records |
| Велика Британія         | 17 жовтня 2011   | CD, LP                   | Sour Mash Records |
| Канада                  | 8 листопада 2011 | CD, LP, digital download | Sour Mash Records |
| Сполучені Штати Америки | 8 листопада 2011 | CD, LP, digital download | Sour Mash Records |